# 549 Baza Powietrzna
549 Baza Powietrzna (ros. 549-я авиационная база армейской авиации) – samodzielny związek taktyczny Sił Zbrojnych Federacji Rosyjskiej w ramach Zachodniego Okręgu Wojskowego; podlega 1. Dowództwu Sił Powietrznych i Obrony Przeciwlotniczej.
Siedzibą bazy jest Lewaszowo.